# 장봉항
장봉항(長峰港)은 인천광역시 옹진군 북도면 장봉리, 장봉도 섬에 있는 어항이다. 1971년 12월 21일 국가어항으로 지정되어, 관리청은 해양수산부 서해어업관리단, 시설관리자는 옹진군로 관리하여 왔으나, 2016년 12월 27일 국가어항지정이 해제되었다.

## 연혁
- 장봉도에는 신석기시대 전기부터 사람이 살기 시작하였던 것으로 보이며 고려시대에는 강화현의 속현인 진강현에 속하였다가 조선시대 강화도호부에 소속되었다. 1914년 부천군에 편입되어 북도면에 속했다가 1973년 7월 1일 부천군에서 옹진군으로 편입된 후 1995년 경기도에서 인천광역시로 편입되었다.
- 옹진군 북도면에 위치한 장봉항은 1993년 정비계획을 수립했으며, 1994년 사업에 착공하였다.[2]

## 어항구역
본 항의 어항구역은 다음과 같다.
- 수역[3]
  - 동측 및 서측 돌출부 선단을 이은 선을 따라 형성된 공유수면
- 육역[4]
  - ( 0 필지 )

## 국가어항 해제사유
장봉항은 지난 1971년 국가어항으로 지정됐으나 시설투자가 전혀 이뤄지지 않았고, 항내 퇴적이 지속돼 어선이 이용하기 힘든 상태로 방치돼 어항으로서의 기능을 상실했다. 어선이 17척 소속돼 있으나 위탁판매량은 거의 없다. 시설이라고 해야 방파제 40m를 만드는데 들어간 1천200만 원이 전부다. 수심도 2~6m에 불과하다. 국가어항에서 해제되면 지방어항으로 관리를 받게 된다. 국가어항은 전국 어선들이 이용할 수 있기 때문에 국비를 들여 시설을 만들고 정비하지만 지방어항은 지역 어선만 사용할 수 있는 어항으로, 시설관리비 등을 모두 지자체가 부담한다.